# Caloduferna minuta
Caloduferna minuta är en insektsart som beskrevs av Webb 1980. Caloduferna minuta ingår i släktet Caloduferna och familjen dvärgstritar. Inga underarter finns listade i Catalogue of Life.